# 尼古拉·阿马蒂

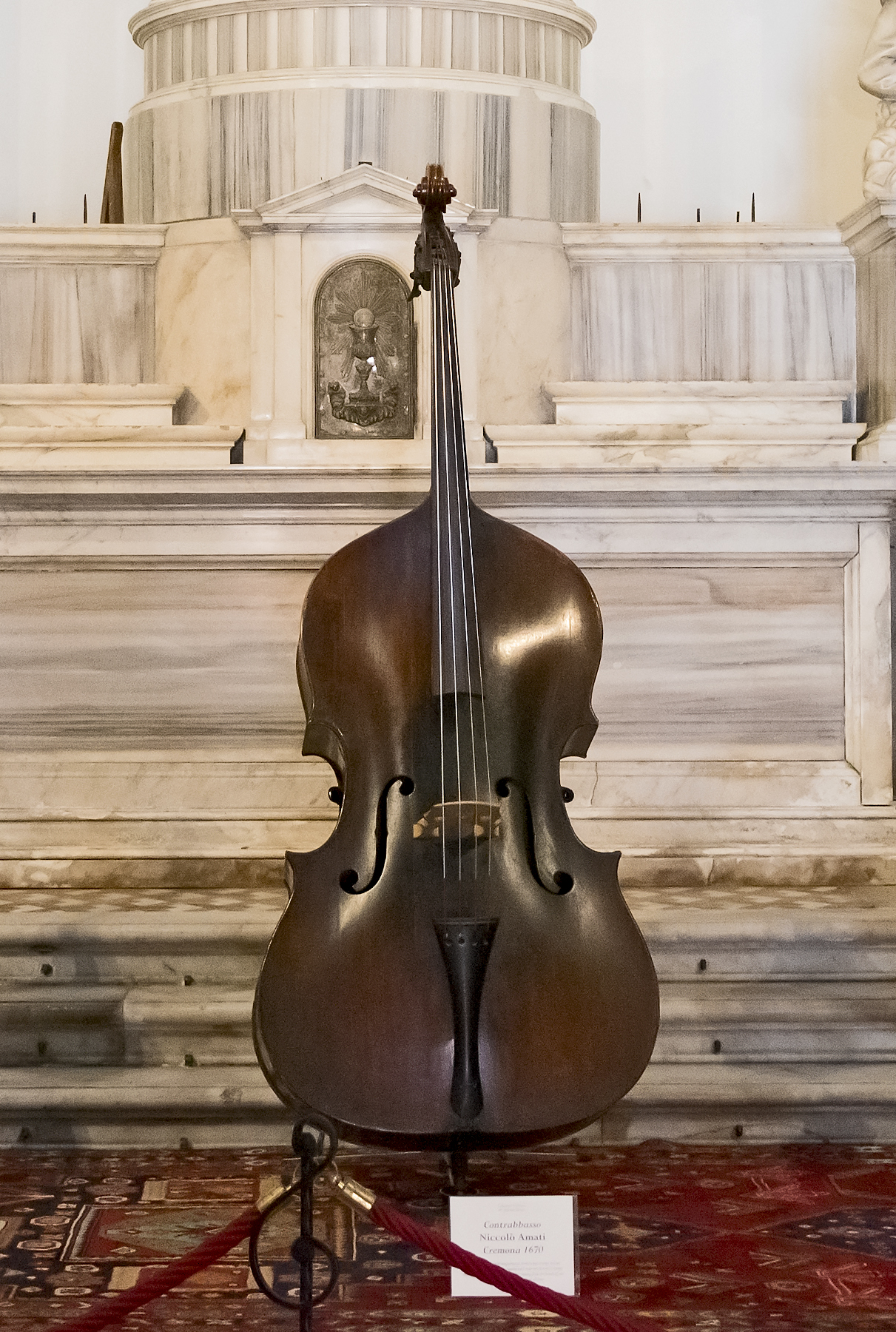
Niccolò Amati - 低音提琴

尼古拉·阿马蒂（Nicola Amati 或 Niccolò Amati，1596年12月3日—1684年4月12日；又称阿玛蒂）是意大利克雷莫納的制琴師。
尼古拉·阿马蒂是吉罗拉莫·阿马蒂的第四个儿子，也是安德雷亚·阿马蒂的孙子，阿马蒂制琴家族的创始人。阿马蒂家族所有的小提琴中，尼古拉·阿马蒂的作品向来被认为是最适合现代乐手使用的。作为一个年轻人，他的提琴作品紧随其父的制琴理念。
尼古拉对小提琴的独具匠心显现始于1630年。到1640年，他的琴已被广泛称之为“大阿马蒂”典范 - 曲线细腻，弯角稳重，且干净的镶边，他的一系列作品可称得上是小提琴制作者中的典雅之巅，琴轮廓符合数学审美，琴身油光工艺精致，上漆后有着琥珀的透亮。
尼古拉·阿马蒂在对世界制琴工艺的贡献中不仅体现在他本人所制提琴，更重要的是他在对制琴工艺的传授上培养出了伟大的继承者。在他本人还没有子嗣继承家业时，尼古拉是第一个招收非阿马蒂家族成员为学徒的人。安德烈亚·瓜尔内里便是他的学徒之一，后来由他创建了瓜奈利制琴家族。
安东尼奥·斯特拉迪瓦里也有可能是尼古拉的学生，在一枚1666年斯特拉迪瓦里的标签上印有:"尼古拉·阿马蒂的学生"，当然他是否真的是尼古拉的学生，还是纯粹因为尊敬尼古拉的作品而自视为他的学徒，一直以来是有争议的。
尼古拉其他记录在案的学徒有Matthias Klotz，Jacob Railich，Bartolomeo Pasta, Bartolomeo Cristofori, Giacomo Gennaro, and Giovanni Battista Rogeri. 
尼古拉的儿子, Hieronymus II (英文叫做Girolamo) (1649–1740),
著名小提琴家Thomas Bowes便是使用尼古拉制作的小提琴。